# Saison 2015 de l'équipe cycliste Marseille 13 KTM
La saison 2015 de l'équipe cycliste Marseille 13 KTM est la trente-deuxième de cette équipe, la cinquième en tant qu'équipe affilié à l'UCI.

## Préparation de la saison 2015

### Arrivées et départs
| Arrivées            | Équipe 2014               |
| ------------------- | ------------------------- |
| Alexandre Blain     | Raleigh-GAC               |
| Ignatas Konovalovas | MTN-Qhubeka               |
| Julien Loubet       | GSC Blagnac Vélo Sport 31 |
| Clément Penven      | AVC Aix-en-Provence       |

| Départs            | Équipe 2015               |
| ------------------ | ------------------------- |
| Julien Antomarchi  | Roubaix Lille Métropole   |
| Domingos Gonçalves | Efapel                    |
| José Gonçalves     | Caja Rural-Seguros RGA    |
| Justin Jules       | Veranclassic-Ekoï         |
| Antoine Lavieu     | Charvieu-Chavagneux Isère |
| Thomas Rostollan   | AVC Aix-en-Provence       |
| Thomas Vaubourzeix | Veranclassic-Ekoï         |

## Coureurs et encadrement technique

### Effectif
| Cycliste             | Date de naissance | Nationalité | Équipe 2014               |  |
| -------------------- | ----------------- | ----------- | ------------------------- |  |
| Alexandre Blain      | 7 mars 1981       | France      | Raleigh-GAC               |  |
| Rémy Di Grégorio     | 31 juillet 1985   | France      | La Pomme Marseille 13     |  |
| Julien El Fares      | 1er juin 1985     | France      | La Pomme Marseille 13     |  |
| Benjamin Giraud      | 23 janvier 1986   | France      | La Pomme Marseille 13     |  |
| Ignatas Konovalovas  | 8 décembre 1985   | Lituanie    | MTN-Qhubeka               |  |
| Julien Loubet        | 11 janvier 1985   | France      | GSC Blagnac Vélo Sport 31 |  |
| Yoann Paillot        | 28 mai 1991       | France      | La Pomme Marseille 13     |  |
| Clément Penven       | 27 janvier 1989   | France      | AVC Aix-en-Provence       |  |
| Clément Saint-Martin | 16 août 1991      | France      | La Pomme Marseille 13     |  |
| Evaldas Šiškevičius  | 30 décembre 1988  | Lituanie    | La Pomme Marseille 13     |  |
| Grégoire Tarride     | 10 juillet 1991   | France      | La Pomme Marseille 13     |  |
| Stagiaire            | Date de naissance | Nationalité | Équipe 2015               |  |
| Martin Laas          | 15 septembre 1993 | Estonie     | Pro Immo Nicolas Roux     |  |
| Yoän Vérardo         | 19 avril 1993     | France      | GSC Blagnac Vélo Sport 31 |  |

## Bilan de la saison

### Victoires

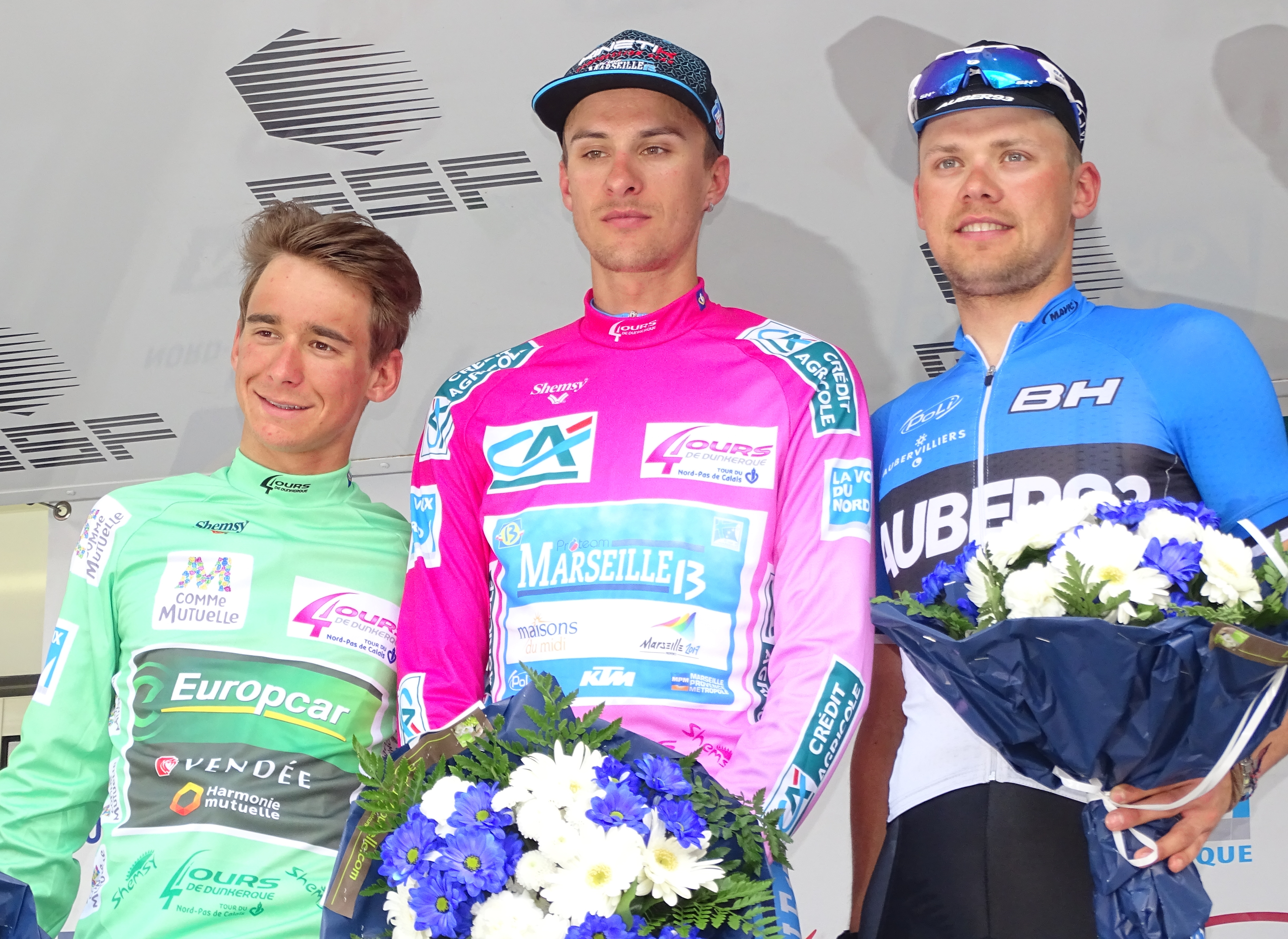
Podium de l'édition 2015 des Quatre Jours de Dunkerque : Bryan Coquard (2e), Ignatas Konovalovas (1er) et Alo Jakin (3e).

| Date       | Course                                                   | Pays   | Classe | Vainqueur           |
| ---------- | -------------------------------------------------------- | ------ | ------ | ------------------- |
| 05/04/2015 | Paris-Camembert                                          | France | 1.1    | Julien Loubet       |
| 12/04/2015 | 3ea étape du Circuit des Ardennes international          | France | 2.2    | Marseille 13 KTM    |
| 12/04/2015 | Classement général du Circuit des Ardennes international | France | 2.2    | Evaldas Šiškevičius |
| 10/05/2015 | Classement général des Quatre Jours de Dunkerque         | France | 2.HC   | Ignatas Konovalovas |
| 24/10/2015 | 5e étape du Tour de Hainan                               | Chine  | 2.HC   | Benjamin Giraud     |
| 10/11/2015 | 1re étape du Tour of Yancheng Coastal Wetlands           | Chine  | 2.2    | Evaldas Šiškevičius |
| 11/11/2015 | Classement général du Tour of Yancheng Coastal Wetlands  | Chine  | 2.2    | Evaldas Šiškevičius |